# Myrtoideae
Myrtoideae é uma das duas subfamílias pertencentes à família das mirtáceas. Se divide nas seguintes tribos:

## Tribos
| - Backhousieae - Chamelaucieae - Eucalypteae - Kanieae - Leptospermeae | - Lindsayomyrteae - Lophostemoneae - Melaleuceae - Metrosidereae - Myrteae | - Osbornieae - Syncarpieae - Syzygieae - Tristanieae - Xanthostemoneae |